# Павлюк Олександр Миколайович
Олекса́ндр Микола́йович Павлю́к (1963—2021) — старший лейтенант Збройних сил України, учасник російсько-української війни.

## Життєпис
Народився 1963 року в Рокитному Рівненської області. По досягненні 18 років був призваний на строкову службу та служив у контингенті радянських військ у Німеччині.
Став до лав «Азову» восени 2014 року, хоча міг і не йти на війну. Пройшов шлях від обозного до заступника командира полку «Азов» з тилу, знав систему забезпечення до найменшого гвинтика. Завдяки його досвіду було налагоджено тилове забезпечення полку, впорядковано облік, розширено інфраструктуру — військових містечок та полігону.
Несподівано помер 5 червня 2021 року. 7 червня на гарнізоні полку «Азов» в Урзуфі особовий склад підрозділу попрощався із Олександром Павлюком.

## Нагороди та вшанування
- нагрудний знак «За доблесну службу»
- грамота Верховної Ради України
- нагрудний знак «За відзнаку в службі»
- вогнепальна зброя
- орден Данила Галицького
- Орден Богдана Хмельницького III ступеня (посмертно)